# ムルデカ広場 (ジャカルタ)
ムルデカ広場（ムルデカひろば、インドネシア語 Medan Merdeka）は、インドネシアの首都ジャカルタにある広場。

## 歴史
元はバタヴィア（現：ジャカルタ）郊外の水牛の放牧地だった。18世紀末、オランダ領東インド政府はここに練兵場を造成した。パリのシャン・ド・マルス公園をモデルにしたという。その後、練兵場の北側にオランダ領東インド総督官邸が旧市街から移転し、周辺はバタヴィアの「新市街」に発展した。植民地政府は競技場や体育館、テニスコートなどを建設し、地元民にも開放した。
1942年から1945年までの日本占領時期には、「イカダ広場」と呼ばれていた。インドネシア独立後、初代大統領スカルノは広場の名称を独立（ムルデカ）広場に改称した。スカルノは独立記念碑の建設を思い立ち、運動施設をすべて撤去した。現在のような広場になったのは、1976年である。

## 施設

地図

広場の中央には、高さ132メートルの独立記念塔（モナス）が建っている。外周は緑地となっており、市民の憩いの場となっている。ディポヌゴロやカルティニの銅像、噴水などがある。
広場の北側にはムルデカ宮殿、最高裁判所、国立モスク、東側にはガンビル駅、プルタミナ本社、南側にはインドネシア銀行本店、西側には憲法裁判所などがある。

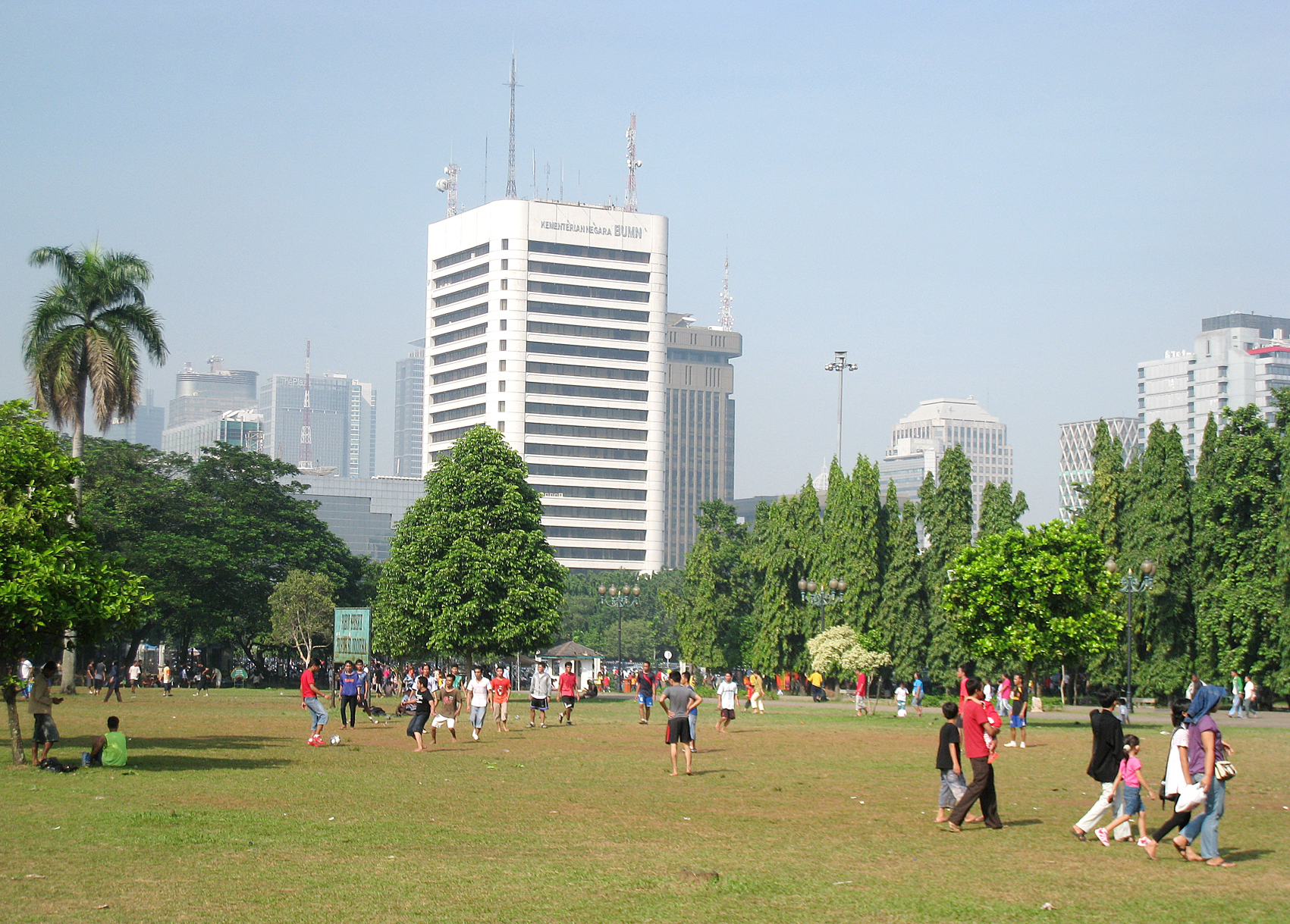
芝生広場
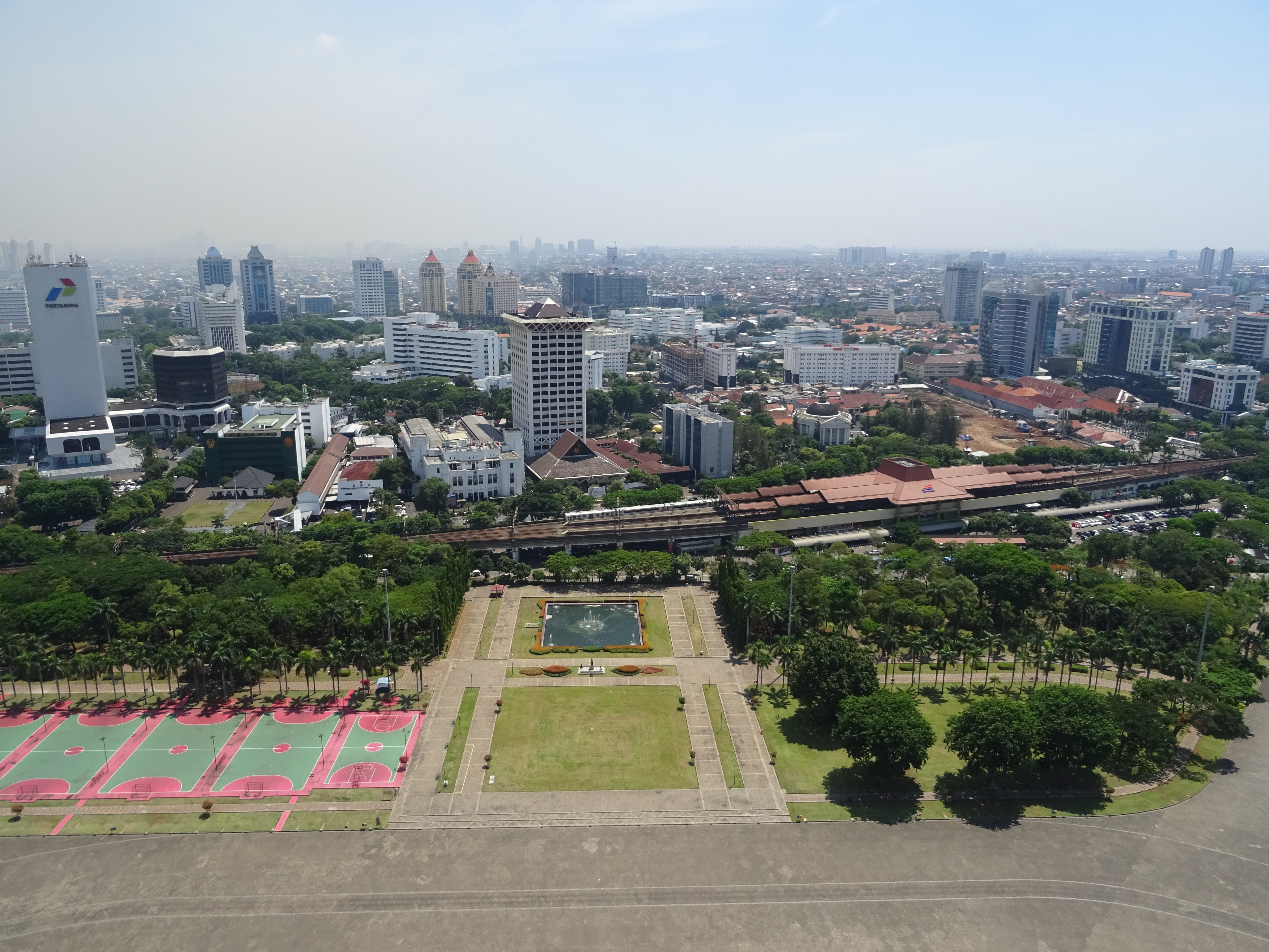
東側の景色
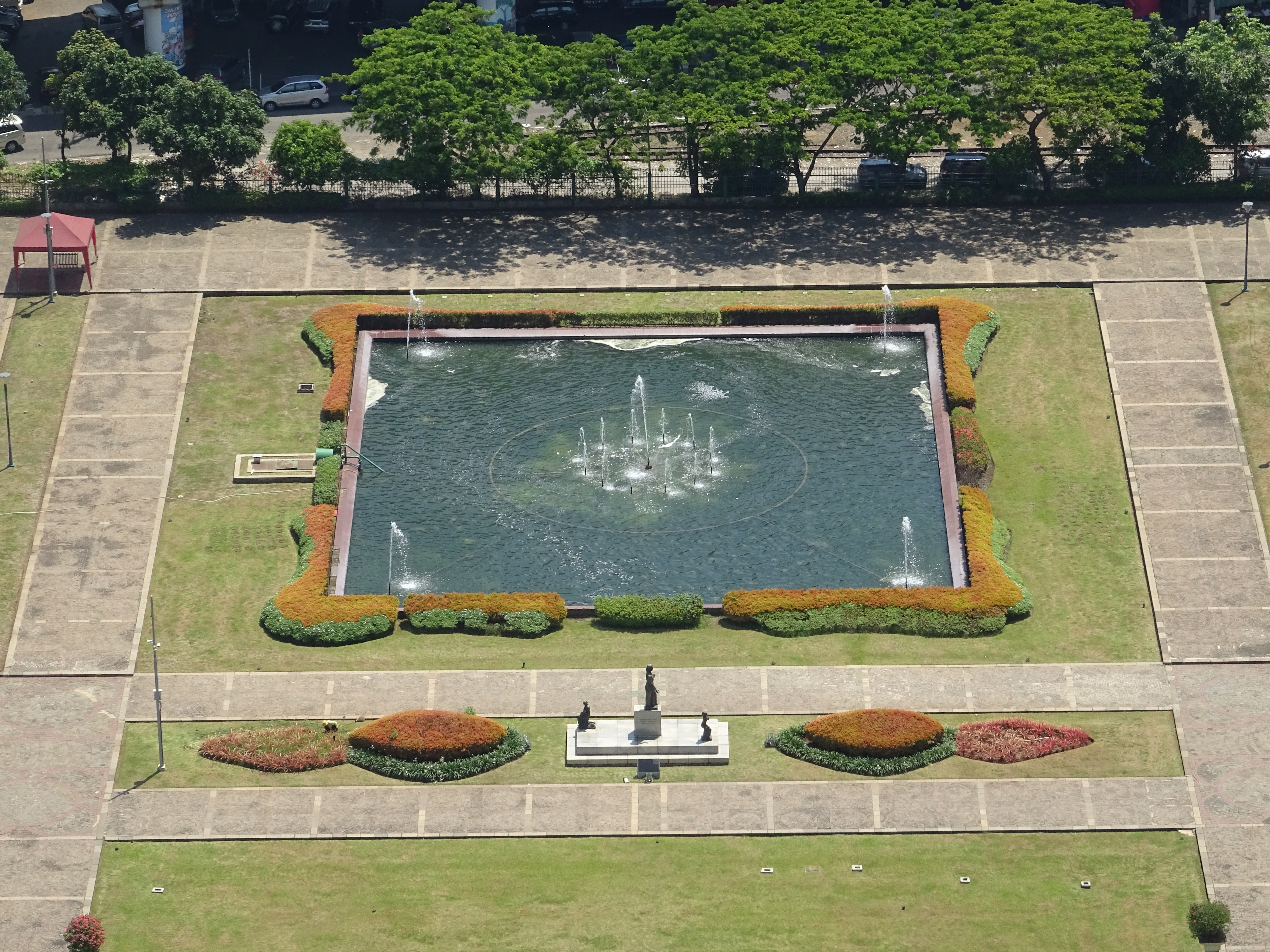
噴水